# Buchacz (stacja kolejowa)
Buchacz – dawna wąskotorowa kolejowa stacja towarowa w Radzionkowie, w dzielnicy Buchacz, w województwie śląskim, w Polsce. Stacja była zlokalizowana w przybliżeniu na kilometrze 7,2 linii z Bytomia Rozbarku do Suchej Góry Wąskotorowej.